# Heldenstein
Heldenstein település Németországban, azon belül Bajorországban. Lakosainak száma 2841 fő (2023. december 31.).

## Népesség
A település népessége az elmúlt években az alábbi módon változott:
| Lakosok száma | 608  | 1021 | 1086 | 1812 | 2433 | 2507 | 2552 | 2585 | 2739 | 2841 |
|               | 1875 | 1950 | 1975 | 1987 | 2012 | 2014 | 2016 | 2017 | 2021 | 2023 |